# リリー・マルレーン
『リリー・マルレーン』（Lili Marleen）は、第二次世界大戦中に流行したドイツの歌謡曲。ドイツの歌手・女優、ララ・アンデルセンが1939年2月に録音したバージョンがヨーロッパ全体でヒットした。
1915年にロシアへの出征を前にドイツの詩人ハンス・ライプ（Hans Leip）が、ベルリンのある兵営の営門に歩哨に立った時に創作した詩集『Das Lied eines jungen Soldaten auf der Wacht』（邦題・港の小さな手風琴）に収録されていた詩を原典として、第二次世界大戦直前の1938年に、作曲家ノルベルト・シュルツェ（Norbert Schultze）が曲をつけた。

## 大戦下での流行
1939年に発売した当初、アンデルセンのレコードは60枚しか売れなかったと言われている。しかし、販売店に山積みになっていた売れ残りのレコードから、店員がドイツ軍の前線慰問用レコード200枚の中に2枚紛れ込ませた。それが1941年の秋に初めて流され、それ以後も放送で繰り返しかけられて人気を得た。もしくは、ベオグラード放送局の職員が、リリー・マルレーンを気に入っていた友人のために放送したとも言われる。
第二次世界大戦下の一時期、21時57分にベオグラードのドイツ軍放送局から流れたこの歌に、多くのドイツ兵が戦場で耳を傾けて故郷を懐かしみ、涙を流したといわれている。また、ドイツ兵のみならずイギリス兵の間にも流行したため、北アフリカ戦線のイギリス軍司令部は同放送を聞くことを禁じた。
アンデルセンは慰問で人気者になったが、長くは続かなかった。1942年夏、アンデルセンと親しい関係にあったロルフ・リーバーマンがユダヤ人であったことが当局に知られてアンデルセンは歌手活動が禁止され、アンデルセン盤の原盤が廃棄される事態となる。ヨーゼフ・ゲッベルス宣伝相の指示により「リリー・マルレーン」のタイトルとメロディ自体は残され、別バージョンが作られた。

### 歌詞
歌詞の内容は、戦場の兵士が故郷の恋人への思いを歌ったものである。
ドイツ語詞
Vor der Kaserne vor dem großen Tor
Stand eine Laterne
Und steht sie noch davor
So wollen wir da uns wiedersehn
Bei der Laterne wollen wir stehen
Wie einst Lili Marleen  Wie einst Lili Marleen
Unsre beiden Schatten sahen wie einer aus;
Dass wir so lieb uns hatten
Das sah man gleich daraus
Und alle Leute sollen es sehen
Wenn wir bei der Laterne stehen
Wie einst Lili Marleen  Wie einst Lili Marleen
Schon rief der Posten: Sie bliesen Zapfenstreich;
Es kann drei Tage kosten
Kam'rad, ich komm ja gleich
Da sagten wir auf Wiedersehn
Wie gerne würd' ich mit dir gehn
Mit dir Lili Marleen  Mit dir Lili Marleen
Deine Schritte kennt sie
Deinen schönen Gang
Aller Abend brennt sie  Doch mich vergaß sie lang
Und sollte mir eine Leids geschehn
Wer wird bei der Laterne stehn
Mit dir Lili Marleen?  Mit dir Lili Marleen?
Aus dem stillen Raume
Aus der Erde Grund
Hebt mich wie im Traume dein verliebter Mund
Wenn sich die späten Nebel drehen
Werd' ich bei der Laterne stehen
Wie einst Lili Marleen  Wie einst Lili Marleen
略訳
兵営の前、門の向かいに
街灯が立っていたね
今もあるのなら、そこで会おう
また街灯のそばで会おうよ
昔みたいに リリー・マルレーン
俺たち2人の影が、1つになってた
俺たち本当に愛しあっていた
ひと目見ればわかるほど
また会えたなら、あの頃みたいに
リリー・マルレーン
もう門限の時間がやってきた
「ラッパが鳴っているぞ、遅れたら営倉3日だ」
「わかりました、すぐ行きます」
だから俺たちお別れを言った
君と一緒にいるべきだったのか
リリー・マルレーン
もう長いあいだ見ていない
毎晩聞いていた、君の靴の音
やってくる君の姿
俺にツキがなく、もしものことがあったなら
あの街灯のそばに、誰が立つんだろう
誰が君と一緒にいるんだろう
たまの静かな時には　
君の口元を思い出すんだ
夜霧が渦を巻く晩には
あの街灯の下に立っているから
昔みたいに　リリー・マルレーン

## 映画
アンデルセンの生涯を題材にしたドイツ映画『リリー・マルレーン』が1981年に製作・公開された（日本では、事前の予想に反し全く不発だった）。
- 監督：ライナー・ヴェルナー・ファスビンダー
- 主演：ハンナ・シグラ、ジャンカルロ・ジャンニーニ

## カバー
歌の主語は明らかに男性兵士だが、何故か女性歌手によって歌われることが多い。日本でのカバーについては後述する。
- ベルリン出身の女優、マレーネ・ディートリヒの持ち歌としても知られている。第二次世界大戦当時、ナチス政権下のドイツを離れ、アメリカの市民権を得ていたディートリヒは進んで連合軍兵士を慰問し、この歌を歌った。そのため、ディートリヒはドイツで敵側の人間（反逆者）と見なされ、ドイツでは戦後も不人気となった。

## 日本での流行
『文藝春秋』1974年5月号の鈴木明の記事「リリー・マルレーンを聴いたことがありますか」（のち1975年に『リリー・マルレーンを聴いたことがありますか』の題で文藝春秋社から単行本化）がきっかけとなり、1975年に後述の日本語カバーのヒットや、ディートリヒ版のリバイバルヒットが生まれた（東芝EMI EMR-10761）。アンデルセン版のシングル盤も同年に再発売されている（ポリドール DP1985）。

### 日本でのカバー
多数の歌手によりカバーされて歌い継がれているが、訳者の異なる数種類の日本語版がある。特に片桐和子による訳詞が原語に忠実である。

### レコード
- 上記鈴木の記事を読んで同曲をカバーしたいと熱望した梓みちよは、1975年に『あかいサルビア』のカップリング曲として片桐和子版の訳詞を歌唱した。片桐版の訳詩では他に森山良子、クミコ、元ちとせがカバーしている。
- 加藤登紀子は上記のリバイバルヒットを受け、1975年に自身の訳詞によるシングルを発売した。加藤版の訳詩では他に佐々木秀実、佐良直美、飯島真理、麻実れいがカバーしている。
- 他に安井かずみ訳詞のものを木の実ナナが、なかにし礼訳詞のものを佐久間良子、戸川昌子、美川憲一が、小谷夏（久世光彦の筆名）訳詞のものを倍賞千恵子、淡谷のり子がカバーしている。
- 鮫島有美子は原語でカバーしている。

### 放送での歌唱
- 1974年のテレビドラマ『寺内貫太郎一家』第18話のラストで、寺内周平（西城秀樹演）と相馬ミヨコ（浅田美代子演）が小谷夏版の訳詞をデュエットで歌う場面がある（小谷こと久世は本作のプロデューサーである）。この回では、寺内貫太郎（小林亜星演）と娘の静江（梶芽衣子演）が演じるエンディングシーンでも、原語コーラス版がBGMに使われた。
- 1975年にシングルを発表した梓みちよは、同年12月31日の第26回NHK紅白歌合戦で本曲を歌った。
- 2008年のテレビアニメ『ストライクウィッチーズ』のキャラクター、ミーナ・ディートリンデ・ヴィルケを演じる声優の田中理恵が、キャラクターとして「リリー・マルレーン STRIKE WITCHES ver.」を歌った[3]。訳詞は鈴木貴昭。

### その他
- 森繁久彌が司会、向田邦子が脚本を担当したトーク番組『森繁の重役読本』（TBSラジオ→文化放送、1962年 - 1969年）のテーマ曲として、行進曲風にアレンジされたインストゥルメンタルが使われた。
- ゲームソフト『アドバンスド大戦略』の開発者によると、メガドライブ版エンディングに本曲を使用したところ、「ゲーム（での利用）は駄目」として「政府筋から横槍が入った」という[4]。